# Maxine Thylin
Maxine Thylin (Suécia, 5 de junho de 1991) é uma competidora sueca de grappling e faixa-preta de jiu-jitsu brasileiro. Thylin é multicampeã mundial de jiu-jitsu brasileiro nas faixas coloridas e campeã mundial na faixa-preta em 2017.

## Carreira
Emilie Maxine M. H. Thylin nasceu em 5 de junho de 1991, na Suécia. Aos 10 anos, começou a treinar e competir no jiu-jitsu, e aos 16 anos passou a praticar também o jiu-jitsu brasileiro. Aos 18 anos, venceu o campeonato mundial júnior de jiu-jitsu japonês e decidiu se dedicar exclusivamente ao Jiu-Jitsu Brasileiro, treinando no Nacka Dojo, em Estocolmo.
A partir de 2010, passou a viajar periodicamente para a Califórnia para treinar com Leticia Ribeiro, e em 2015 mudou-se da Suécia para San Diego, onde ingressou na equipe Gracie Southbay Jiu-Jitsu. Thylin conquistou medalhas em todos os principais torneios. Como faixa-marrom, venceu o Campeonato Mundial de 2015  e, como consequência, foi graduada à faixa-preta por Ribeiro. No mesmo ano, também venceu o Campeonato Mundial da SJJIF.

## Principais conquistas no jiu-jitsu brasileiro
Principais conquistas como faixa-preta:
- Campeã mundial pela IBJJF (2017)
- Bicampeã do Grand Slam da UAEJJF, Los Angeles (2016 / 2015)
- Vice-campeã do Pan-Americano da IBJJF (2017)
- Vice-campeã do Europeu da IBJJF (2017)
- 3º lugar no Mundial No-Gi da IBJJF (2015[b])
- 3º lugar no Europeu da IBJJF (2018)
- 3º lugar no Pan-Americano da IBJJF (2018)

Principais conquistas nas faixas coloridas:
- Campeã mundial da IBJJF (2015, faixa-marrom)
- Campeã mundial No-Gi da IBJJF (2014, faixa-marrom)
- Bicampeã pan-americana (2011 / 2012, faixa-roxa)
- Campeã europeia (2014, faixa-marrom)
- Vice-campeã mundial da IBJJF (2010, faixa-roxa)
- Vice-campeã pan-americana (2013, faixa-roxa)
- Vice-campeã europeia da IBJJF (2012 / 2013[b], faixa-roxa)
- 3º lugar no Mundial da IBJJF (2009, faixa-azul)
- 3º lugar no Pan-Americano da IBJJF (2014 / 2015, faixa-marrom)
- 3º lugar no Europeu da IBJJF (2011, faixa-roxa)

## Linhagem de instrução
Carlos Gracie → Hélio Gracie → Royler Gracie → Vini Aieta → Letícia Ribeiro → Maxine Thylin